# Domingos Castro
Domingos Castro (* 22. November 1963 in Guimarães) ist ein ehemaliger portugiesischer Leichtathlet. Castro wurde 1987 Vizeweltmeister im 5000-Meter-Lauf.

## Bahn
Auf der Bahn trat Castro bei den Europameisterschaften 1986 in Stuttgart im 10.000-Meter-Lauf an und belegte in 28:01,62 Minuten den fünften Platz. Mit fünf Sekunden Rückstand auf den Sieger und anderthalb Sekunden Rückstand auf den Drittplatzierten zeigte Castro bereits in diesem ersten großen Rennen seiner Karriere, dass er schnelle Zeiten laufen konnte, aber im Endspurt zu schlagen war. Ein Jahr später bei den Weltmeisterschaften 1987 in Rom übernahm der Kenianer John Ngugi im 5000-Meter-Lauf die Spitze und das Feld folgte ihm. Am Ende verließen den Kenianer die Kräfte und der Marokkaner Saïd Aouita gewann den Endspurt, in 13:27,59 min folgte Castro nur eine Sekunde zurück und gewann überraschend die Silbermedaille. 
Im 5000-Meter-Finale der Olympischen Spiele 1988 in Seoul setzte sich John Ngugi frühzeitig vom Feld ab, Castro folgte ihm als Einziger, während der Rest des Feldes die beiden gewähren ließ. Zwei Runden vor Schluss löste sich Ngugi von Castro und aus dem Verfolgerfeld nahmen die beiden Deutschen Dieter Baumann (West) und Hansjörg Kunze (Ost) die Verfolgung auf. Während Ngugi sicher Gold gewann, wurde Castro auf den letzten Metern von Baumann und Kunze eingeholt, mit 0,36 Sekunden Rückstand auf Kunze belegte Castro den vierten Platz, sieben Sekunden vor dem Fünftplatzierten. 
Bei den Weltmeisterschaften 1991 in Tokio belegte Castro in 13:28,88 min den fünften Platz, kurz vor dem Ziel wurde er von Dieter Baumann überholt, die Medaillengewinner waren allerdings mit zehn und sechs Sekunden Vorsprung außer Reichweite. 1992 bei den Olympischen Spielen in Barcelona wurde Castro Elfter, zwei Jahre später wurde er bei den Europameisterschaften 1994 Neunter über 5000 Meter. Bei den Weltmeisterschaften 1997 in Athen wurde Castro in 27:36,52 min Sechster und bester Nichtafrikaner über 10.000 Meter.

## Cross
Domingos Castro lief 1986 und von 1988 bis 2001 jedes Jahr bei den Crosslauf-Weltmeisterschaften mit und konnte sich außer 1988 jedes Jahr mit der Mannschaft unter den besten acht platzieren. 1993, 1999 und 2000 gewann er mit der Mannschaft die Bronzemedaille. Seine besten Einzelplatzierungen waren der siebte Platz 1990 und der neunte Platz 1998. Auch bei den Crosslauf-Europameisterschaften trat Castro dreimal an, 1994 gewann er in der Einzelwertung Silber und mit der Mannschaft Gold, 1997 belegte er den achten Platz in der Einzelwertung, gewann mit der Mannschaft aber erneut Gold. 1999 schließlich belegte er den fünften Platz in der Einzelwertung und erreichte mit der Mannschaft den zweiten Platz. 

## Straße
1994 lief Domingos Castro seinen ersten Marathonlauf. Zweimal trat er bei den Olympischen Spielen im Marathon an und belegte 1996 den 25. Platz, 2000 erreichte er den 18. Rang. 1995 gewann Castro den Paris-Marathon, in Rotterdam siegte er 1997 in persönlicher Bestzeit und 1999 belegte er beim New-York-City-Marathon den zweiten Platz.
1992 wurde Castro bei der Weltmeisterschaft in der Marathonstaffel mit der portugiesischen Mannschaft Vizeweltmeister.
In der Ekiden-Staffel wirkte auch sein Zwillingsbruder Dionísio Castro mit. Beide Brüder traten für Sporting Lissabon an. Bei einer Körpergröße von 1,67 m betrug ihr Wettkampfgewicht 56 kg.

## Bestzeiten
- 1500 Meter: 3:38,1 min (1997)
- 5000 Meter: 13:14,41 min (1989)
- 10.000 Meter: 27:34,53 min (1993)
- Halbmarathon: 61:24 min (1996)
- Marathon: 2:07,51 h (1997)